# Jan Andrysiak

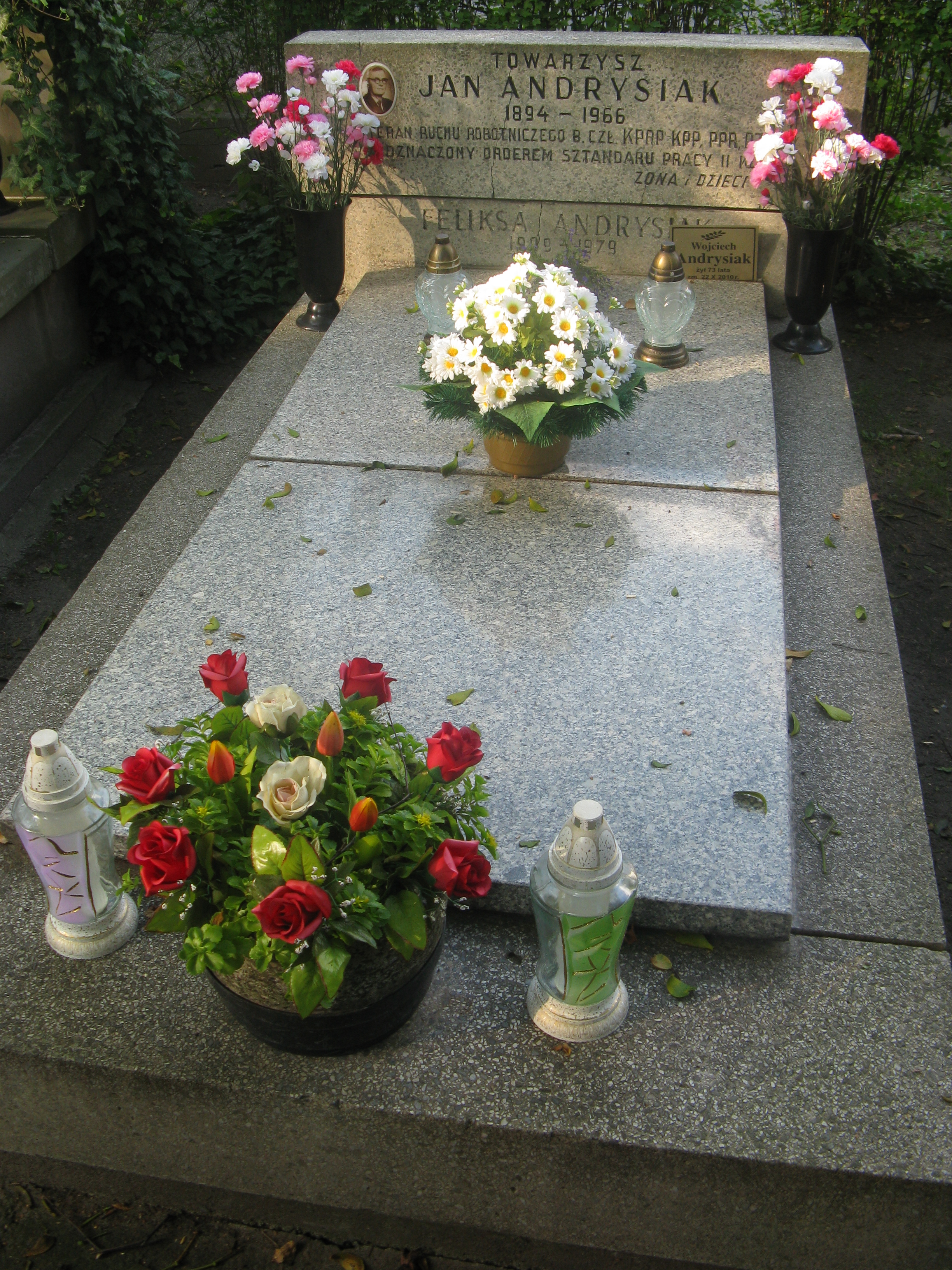
Grób Jana Andrysiaka na Cmentarzu Wojskowym na Powązkach

Jan Andrysiak ps. Janusz, Młot (ur. 9 czerwca 1894 w Świeryżu, zm. 16 lutego 1966 w Warszawie) – działacz polskiego ruchu ludowego i komunistycznego, współzałożyciel Zjednoczenia Lewicy Chłopskiej „Samopomoc”, uczestnik powstania warszawskiego.

## Życiorys
Syn Antoniego, chłopa małorolnego i Franciszki z domu Ładacka. Do 1911 pracował na gospodarstwie swojego ojca we wsi Oszkowice oraz ukończył 3 klasy szkoły powszechnej. W latach 1912–1914 odbył praktykę ślusarską w Warszawie, gdzie ukończył 4 klasy szkoły rzemieślniczej. W styczniu 1915 wcielony do rosyjskiej armii (powołany do Legionu Puławskiego), latem 1915 został ranny i trafił do niemieckiej niewoli. Po zwolnieniu w 1918 wstąpił do 5 Pułku Piechoty Legionów Polskich. Następniew 1919 przybył do Warszawy, gdzie pracował jako ślusarz w fabryce. W styczniu 1923 wstąpił do Komunistycznej Partii Robotniczej Polski, w 1925 zwolniony z pracy za udział w strajku. W 1926 z polecenia KPP wstąpił do Samopomocy Chłopskiej. Był sekretarzem zarządu powiatowego SCh w Węgrowie. W 1928 był jednym z założycieli Zjednoczenia Lewicy Chłopskiej „Samopomoc” i został członkiem Zarządu Głównego tej organizacji. W październiku 1928 został aresztowany do lutego 1930. Po likwidacji KPP w 1938 wstąpił do Polskiej Partii Socjalistycznej. W 1941 wstąpił do Stowarzyszenia Przyjaciół ZSRR, a w 1942 do Polskiej Partii Robotniczej i Gwardii Ludowej. Był komendantem GL na Żoliborzu, potem na Mokotowie. 
Brał udział w powstaniu warszawskim jako podporucznik - oficer inspekcyjny sztabu Armii Ludowej, dowódca 3 kompanii III batalionu AL. 29 września 1944 został ranny w głowę. Po zdobyciu Warszawy przez 1 Armię Wojska Polskiego i Armię Czerwoną zostaje II sekretarzem PPR dzielnicy Żoliborz. Od lutego 1945 był etatowym działaczem KW PPR w Bydgoszczy. Zostaje sekretarzem Komitetu Miejskiego PPR w Grudziądzu. Od marca 1945 do 1947 był sekretarzem Komitetu Powiatowego (KP) PPR w Tczewie, potem do 1949 przewodniczącym Powiatowej Rady Narodowej (PRN) w Tczewie. W grudniu 1945 jako delegat z Tczewa brał udział w I Zjeździe PPR w Warszawie. Członek Komitetu Wojewódzkiego PPR/Polskiej Zjednoczonej Partii Robotniczej w Gdańsku. W 1949 wraca do Warszawy i zostaje przewodniczącym Zarządu Okręgowego Związku Inwalidów Wojennych RP, potem w latach 1950–1951 prezesem Spółdzielni Inwalidzkiej Kioskarzy, kontrolerem technicznym Wytwórni Sprzętu Komunikacyjnego Okęcie, a w latach 1952–1954 członkiem Komitetu Dzielnicowego PZPR Ochota. W 1958 przeszedł na emeryturę.
Zmarł w Warszawie. Został pochowany na Cmentarzu Wojskowym na Powązkach (kwatera 2B-4-10).

## Odznaczenia
- Order Sztandaru Pracy II klasy,
- Krzyż Partyzancki.
- Krzyż Walecznych (3-krotnie),
- Złoty Krzyż Zasługi (22 lipca 1949)[2],
- Srebrny Krzyż Zasługi,
- Medal 10-lecia Polski Ludowej (10 lutego 1955)[3].